# Villa Borghese
A Villa Borghese egy tájkert Rómában, számos épülettel, múzeummal (lásd Galleria Borghese) és látnivalóval. Ez az olasz főváros harmadik legnagyobb közparkja (80 hektáros) a Villa Doria Pamphili és a Villa Ada után. A kerteket a Villa Borghese Pinciana („Borghese-villa a Pincio-dombon") számára fejlesztették ki, amelyet Flaminio Ponzio építész épített Scipione Borghese vázlatai alapján. Borghese a kertet a Róma szélén található villa suburbana, azaz partivillaként, valamint művészeti gyűjteményének elhelyezésére használta. A kerteket jelenlegi formájukra a 19. század végén alakították át.

## Története
1605-ben Scipione Borghese bíboros, V. Pál pápa unokaöccse és Bernini pártfogója elkezdte átalakítani ezt az egykori szőlőskertet az Ókori Róma óta épített legnagyobb kertté. A szőlőbirtok helyét Lucullus kertjével azonosítják, amely a késő római köztársaság leghíresebb kertje volt. A kertek elrendezéséért Domenico Savino da Montepulciano volt felelős.

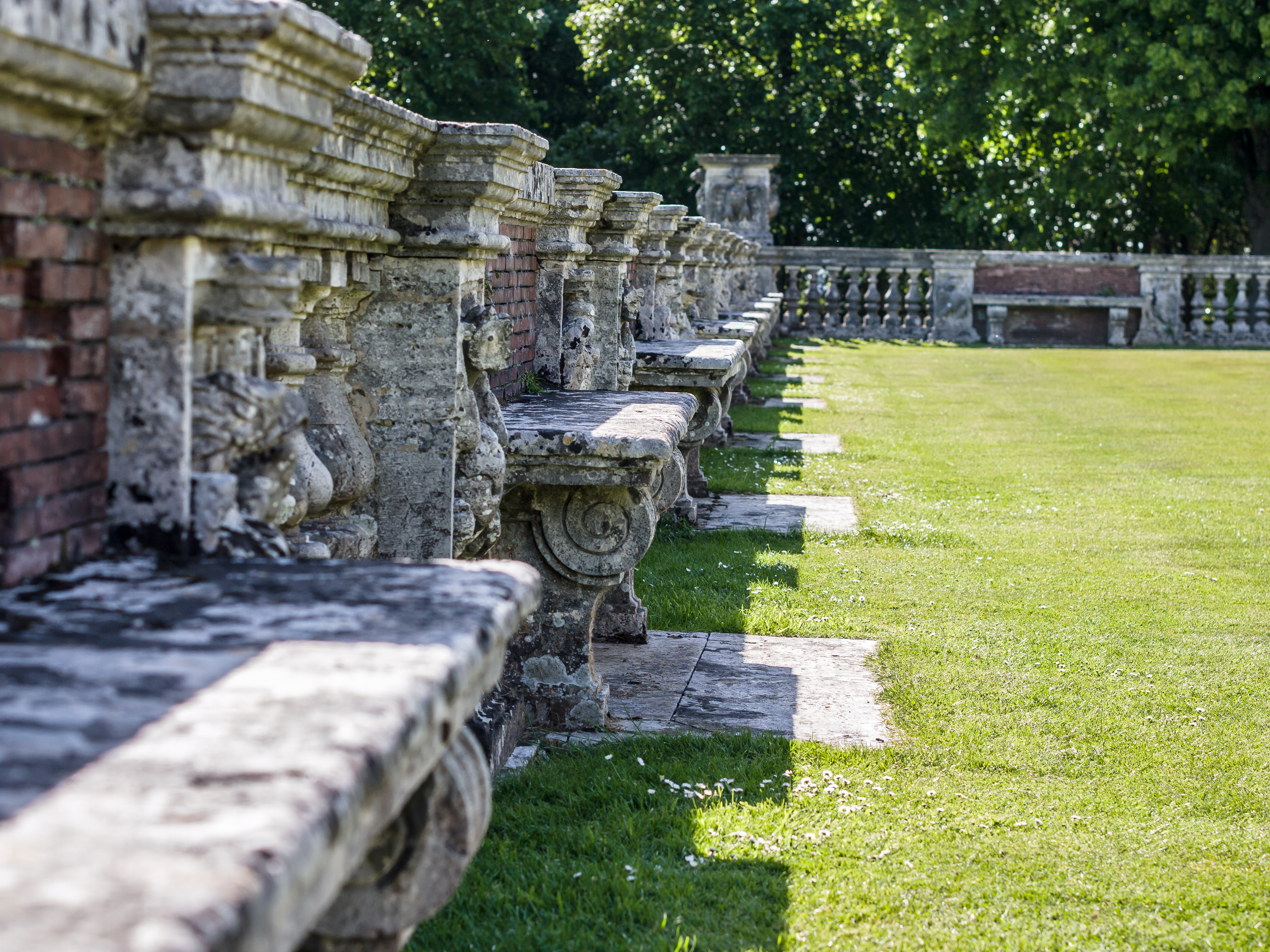
Kőpadok, Borghese-korlát

A Borghese-korlátot G. di Gincome és P. Massoni készítették 1618-ban a Casino Nobile déli előudvarában. A középső nyílásnál két kőszobor, alatta pedig kagyló alakú medencékkel ellátott szökőkutak álltak. A szobrokat később, 1715-ben Claude-Augustin Cayot készíttette. 1882-ben Chester A. Arthur elnök William Waldorf Astort nevezte ki olaszországi nagykövetnek, aki ezt a tisztséget 1885-ig töltötte be. Rómában Astornak életre szóló szenvedélye fejlődött ki a művészet és a szobrászat iránt. 1896-ban megvásárolta a korlátot, és angol birtokán, Clivedenben újra felepíttette. II. kategóriájú műemlékvédelem alatt áll. 2004-ben egy Papillifera bidens fajba tartozó apró mediterrán szárazföldi csigákból álló kolóniát fedeztek fel a Borghese-korláton. Feltehetően ez a faj, amely új volt az angol faunában, véletlenül került be a korláttal együtt a 19. század végén, és a közbeeső teleket egészen napjainkig túlélte.

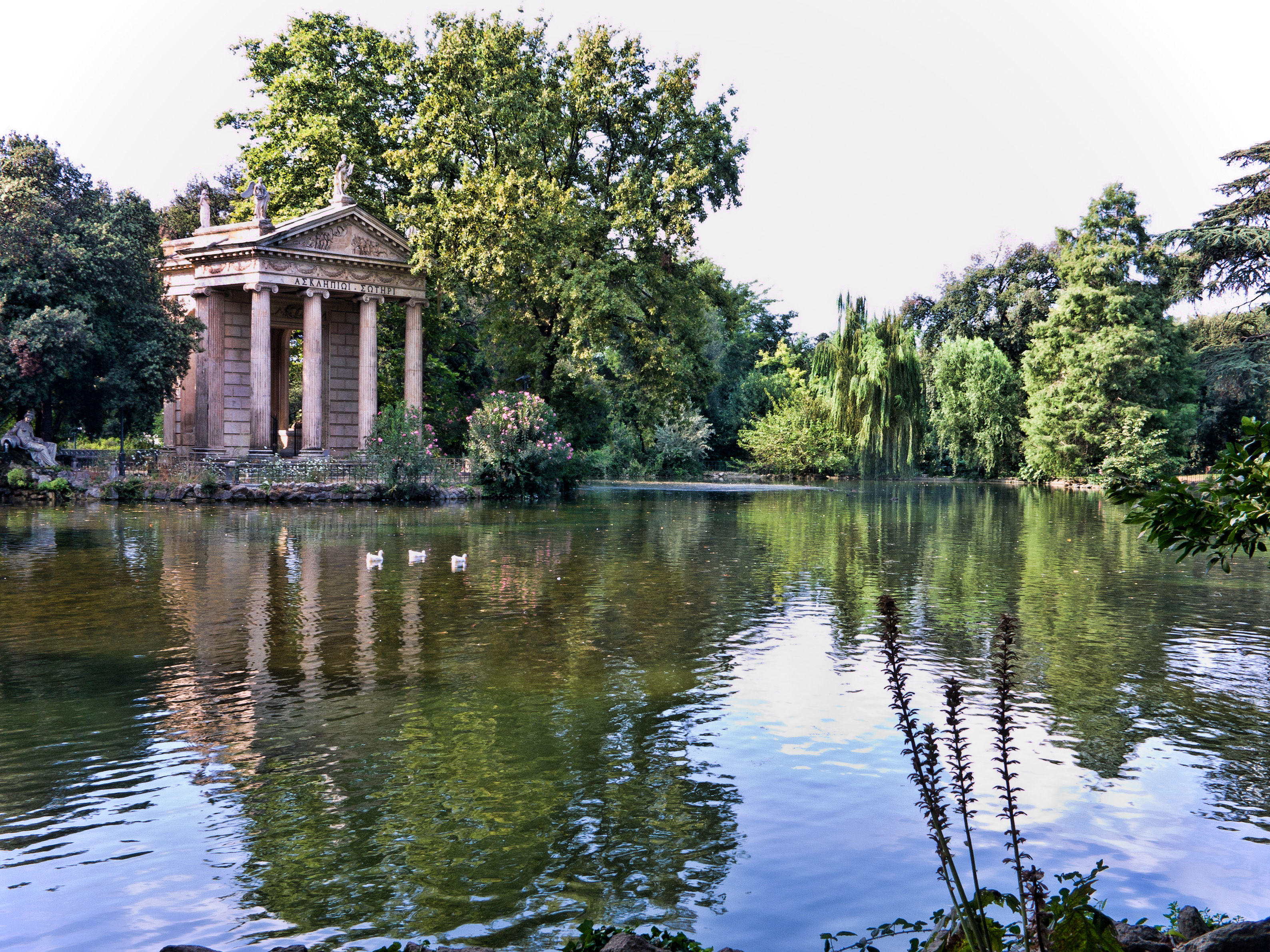
Aszklépiosz temploma (19. század)

A 18. században Marcantonio Borghese, Sulmona 5. hercege a villa kertjét formális kertépítészeti stílusúból angolkertté alakította. Antonio Asprucci építész és fia, Mario 1782-től több mint húsz éven át dolgoztak a villa kertjének tereprendezésén. Szobrokat helyeztek el a parkban, és elkezdték a Tókert és a Piazza di Siena építését. 1785 és 1792 között építették fel Aszklépiosz ión stílusú templomát a tó közepén.
A csikóhal alakú szökőkutat Vincenzo Pacetti alkotta meg 1791-ben Christopher Unterberger tervei alapján. A Venus-szökőkutat valószínűleg Giovanni Vasanzio tervezte.
Marcantonio fiai, Camillo és Francesco Borghese tovább bővítették a parkot. A Villa Borghese kertjei sokáig zárva voltak, de Róma városa megvásárolta és 1903-ban a nyilvánosság számára átadta őket. 1904 óta a villa sugárútjai mentén híres külföldi személyiségeket és írókat, például Victor Hugót ábrázoló emlékműveket helyeztek el. Például Goethe szobrát II. Vilmos német császár ajándékozta Róma városának.
A nagy, angol stílusú tájpark számos villát foglal magában. A Spanyol lépcső vezet fel ide, a másik bejárat pedig a Piazza del Popolo melletti Porte del Popolónál található. A park déli részén található Pincio (az ókori Róma Pincia-dombja) Róma egyik legszebb panorámáját kínálja.
Camillo Borghese grandiózus bemutatókat és népszerű fesztiválokat szervezett, például hőlégballonozást a Piazza di Sienán. Az első lovasbemutatót szintén a téren tartották 1922-ben. A tér adott otthont a díjlovaglásnak, az egyéni díjugratásnak és az 1960-as nyári olimpia lovastusa versenye díjugrató részének.

## Villák a kertekben

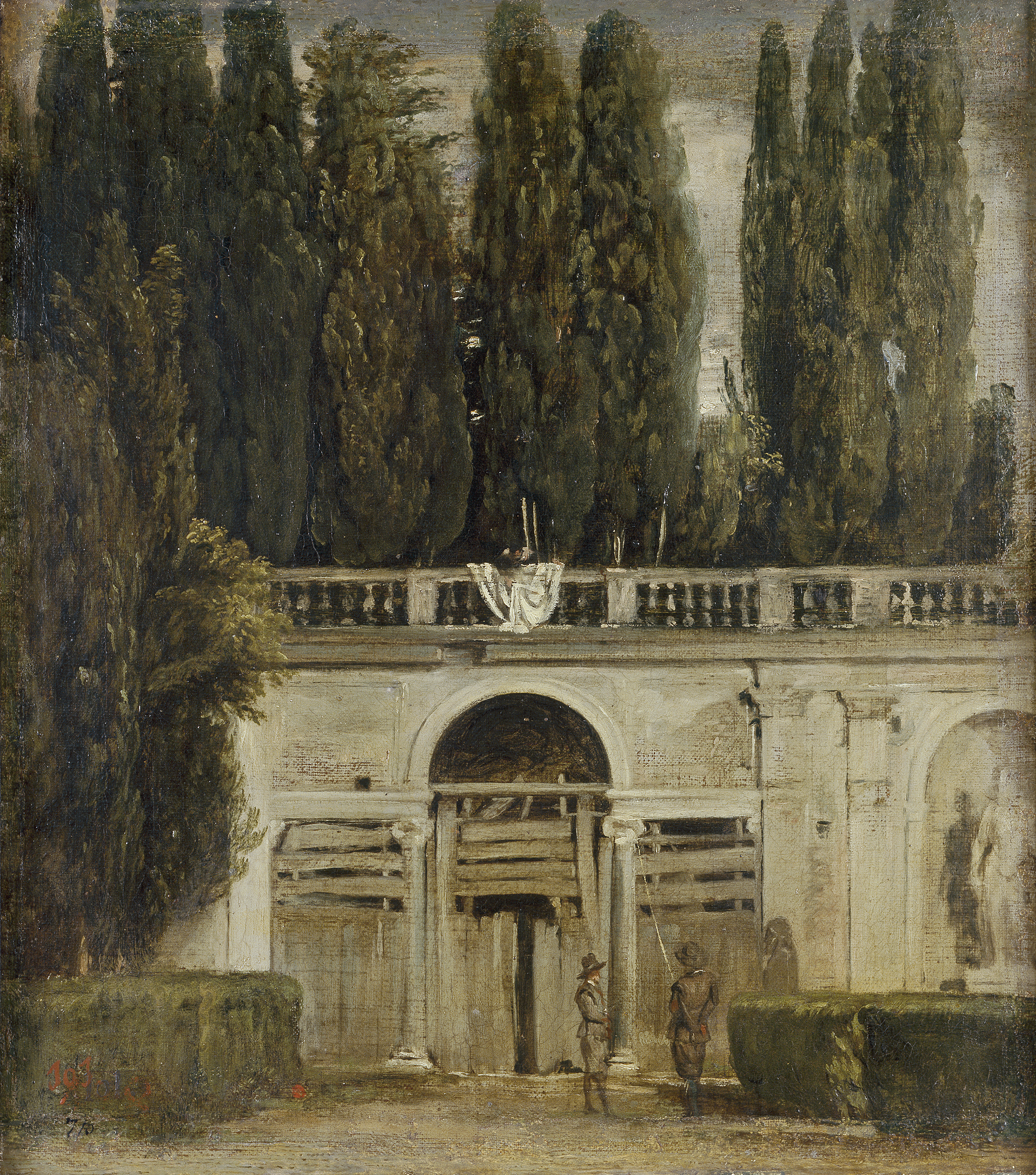
Diego Velázquez festménye

- Ma a Galleria Borghese magában a Villa Borghesében található. A Villa fölé emelkedő, Giovanni Vasanzio építész által épített Casino Borghese kertet Camillo Borghese abból a célból hozta létre, hogy Bernini Borghese-gyűjteményből származó szobrait, köztük a Dávidot és a Daphnét, valamint Tiziano, Raffaello és Caravaggio festményeit itt mutassa be.
- A Villa Borghese kertjéhez kapcsolódó Villa Giulia 1551 és 1555 között épült III. Gyula pápa nyári rezidenciájaként; ma az Etruszk Múzeumnak (Museo Etrusco) ad otthont.
- A Villa Mediciben a római Francia Akadémia, a Fortezzuola pedig egy gótikus kerti építmény, amely Pietro Canonica modern szobrászművész emlékét őrzi. Az 1650-es években Diego Velázquez számos ábrázolást festett a villa kerti házikójáról, amelyet éjszaka ünnepi kivilágításban láttak. Az elektromosság megjelenése előtt az ilyen fáklyás kivilágítás olyan izgalmat keltett, amelyet ma már nehéz elképzelni.
- A Villa Borghese kertjében szétszórt többi villa az 1911-es római világkiállítás maradványai.
  - A Galleria Nazionale d'Arte Moderna A birtokon található múzeum 19. és 20. századi festményekből álló gyűjteménynek ad otthont, különös tekintettel az olasz művészek alkotásaira.
  - Építészetileg az 1911-es kiállítási pavilonok közül a legjelentősebb az angol pavilon, amelyet Sir Edwin Lutyens (aki később Újdelhit is) tervezett, és amelyben ma a római Brit Iskola működik.

## Kertek

### Giardino del Lago (Tókert)

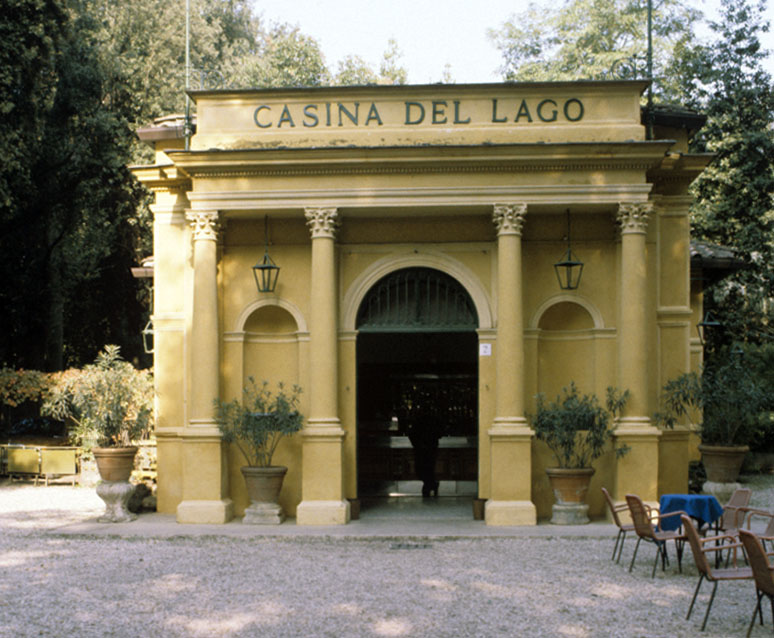
A Casina del lago 1972-ben

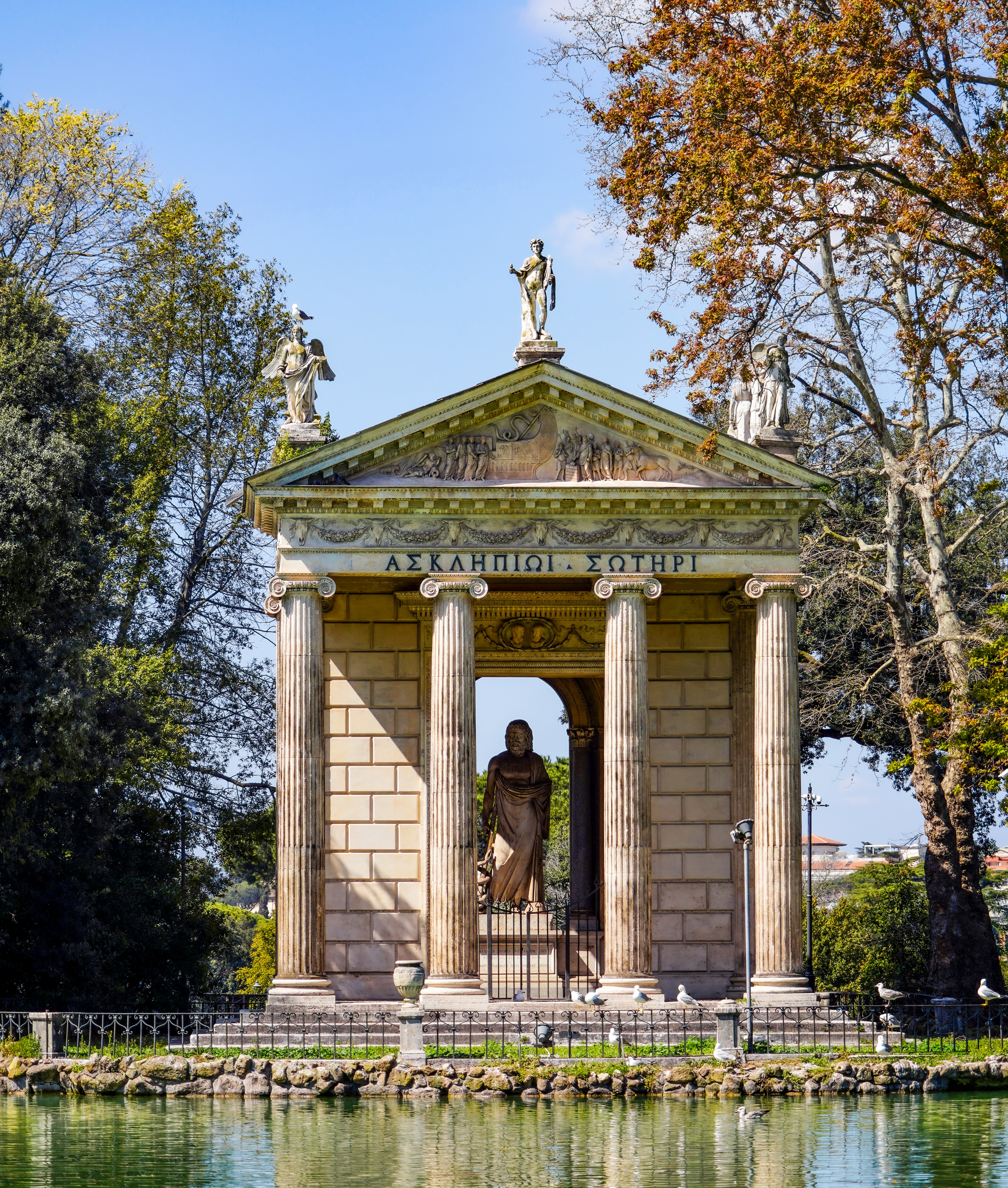
Aszklépiosz temploma

A kertbe a Via Madama Letizia és a Via Pietro Canonica felől lehet bejutni. Ez egy angolkert, amelyet Marcantonio IV. Borghese Piano dei Magyaltölgy című műve alakított át a 18. század végén divatos kertté. Az Asprucci családdal együtt, akik a munkálatok irányítói voltak, olyan emberek, mint Jacob More, felváltva hol kertészek, hol művészek voltak. Jellemző a tó, amelyben Aszklépiosz temploma tükröződik.
Az első történelmi források, amelyek a Piano dei Licini munkálatairól tanúskodnak, 1784-ből származnak, a munkálatok 1790-ben fejeződtek be Mario Asprucci igazgatósága alatt. A fent említett Aszklépiosz-templom mellett Antoninus és Faustina, valamint Diana templomát is beépítették, mindezt neoklasszicista stílusban, angolkert stílusú kertbe ágyazva, bár az egyenes ösvények megléte és a klasszikus berendezés meglehetősen távol állt a kor divatos francia és angol kertjeitől. Ezekből a berendezési tárgyakból nagyon kevés maradt fenn: a három templom mellett Phaethon szarkofágja, egy oszlop, néhány állás (oliva?) és egy szobor. A korabeli hivatkozások azonban arra utalnak, hogy a területet szobrok tarkították. A legújabb szoborcsoport az 1929-ből származó bronzszobor, amelyen szatírok játszanak a kicsinyükkel.

### Piazzale Scipione Borghese-kert vagy a Casino Nobile hátsó kertje
Eredetileg itt állt a Narcissus-szökőkút, amelyet ókori szobrok, bútorok és négy herma vett körül, talán Pietro Bernini és Gian Lorenzo Bernini alkotásai. A kert, ahogyan ma látjuk, a huszadik század fejleménye, a korábbi szökőkút helyébe a Venus-szökőkút állt, amelyet klasszikus kert vesz körül.

### Giardini Segreti (Titkos kertek)
A Viale dell'Uccellierában találhatók, az első és a második bekerített terület határán.
Eredetileg a Casino Nobile két oldalán helyezkedtek el. Az elsőt Melangolinak, míg a másodikat Virágoknak hívták. Scipione bíboros idejéből származnak. Van még két másik, 1680 körülről származó kert, az Uccelliera és a Meridiana pavilonok között. Ritka és egzotikus virágok, főként hagymások ültetvényeire használták őket. Az egyik kertben citrusfák sorakoztak a hosszú környező falak közelében, és virágok a központi sugárutakon. Az 1610-es főkönyvekben hagymás növényekre vonatkozó fizetési utalványok találhatók. A negyedik, vagy szaporítókertet, faiskolaként használják a másik három titkos kertben felhasznált növények számára.
Ezek a kertek a középkor, a reneszánsz és a barokk kor hortus conclusus”-ából származnak. Ezekben az időszakokban a titkos kerteket mindig falak vették körül.
A legrégibb kertek után márvány szökőkutakat helyeztek el, amelyek pilo(?) funkciót töltöttek be.
A 19. században a titkos kerteket francia bombázások(?) pusztították el.
A 20. század elején, a nagyközönség számára történő megnyitással újabb átrendezés történt, amelynek során eltávolították az akkoriban nem megfelelőnek tartott növényeket. Az átrendezés egyszerűbb és lineárisabb volt, és négy virágágyásra osztották a központi szökőkutak körül. Az első világháború kezdete felé már egy új beavatkozást terveztek az első három titkos kertbe, két vendégpavilon kialakításával, de a háború után ezek a pavilonok már nem voltak meg, ahogy a Narcissus-szökőkút sem, így a tér üres és csupasz maradt. Ezután új virágágyásokat építettek be, amelyek a második világháború alatt elpusztultak, s az évszázadok során végrehajtott különféle átalakítások után amúgy is kevés maradt meg a titkos kertek eredeti elrendezéséből.
A Giardini Segretiben idegenvezetést is igénybe lehet venni.

### Valle Giulia kertjei
A Piazzale Ferdowsi téren találhatók. Az 1911-es Olasz Nemzeti Kiállításra (Torino, Róma, Firenze) készültek, hogy díszítsék a Cesare Bazzani által tervezett lépcsőt, amely a Valle Giulia és a Villa közötti összeköttetést biztosította. A kert ballusztrádja két neoklasszicista nimfaeumból áll.

### Dámszarvaspark
A Via P. Raimondi utcában található. A kert a herceg rezervátuma volt, és Pietro és Gian Lorenzo Bernini hermái vették körül. A határfalhoz csatlakozott a „Színház perspektívája” 1615-ből, domborműves díszítésekkel. A név onnan ered, hogy a parkban a 19. század végéig dámszarvasok és gazellák éltek.
A Parco dei Daini szélén, a Via Pinciana és a Via Pietro Raimondi sarkán található a „Villa Umberto-laktanya", az Állami Rendőrség lovas osztagának főhadiszállása.

### Platán-völgy

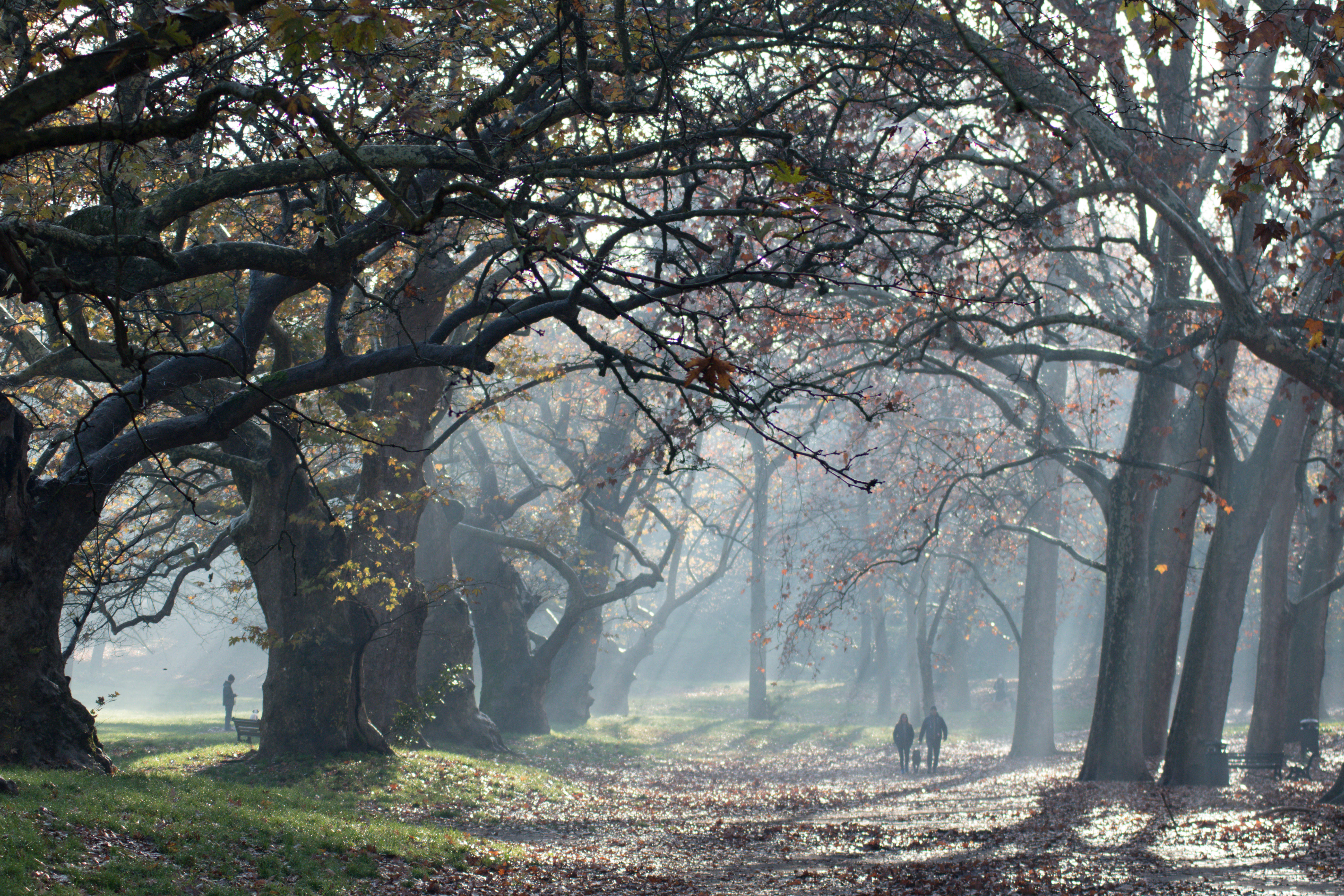
Valle dei Platani a Villa Borghesében egy decemberi reggelen

A Largo P. Picasso téren található. A 17. század óta többé-kevésbé változatlan maradt, és „Valle dei cani” („Kutyák völgye”) néven is ismert, mivel kutyák játszótereként használják. Többek között Scipione bíboros által ültetett platánfákból áll.

## Múzeumok

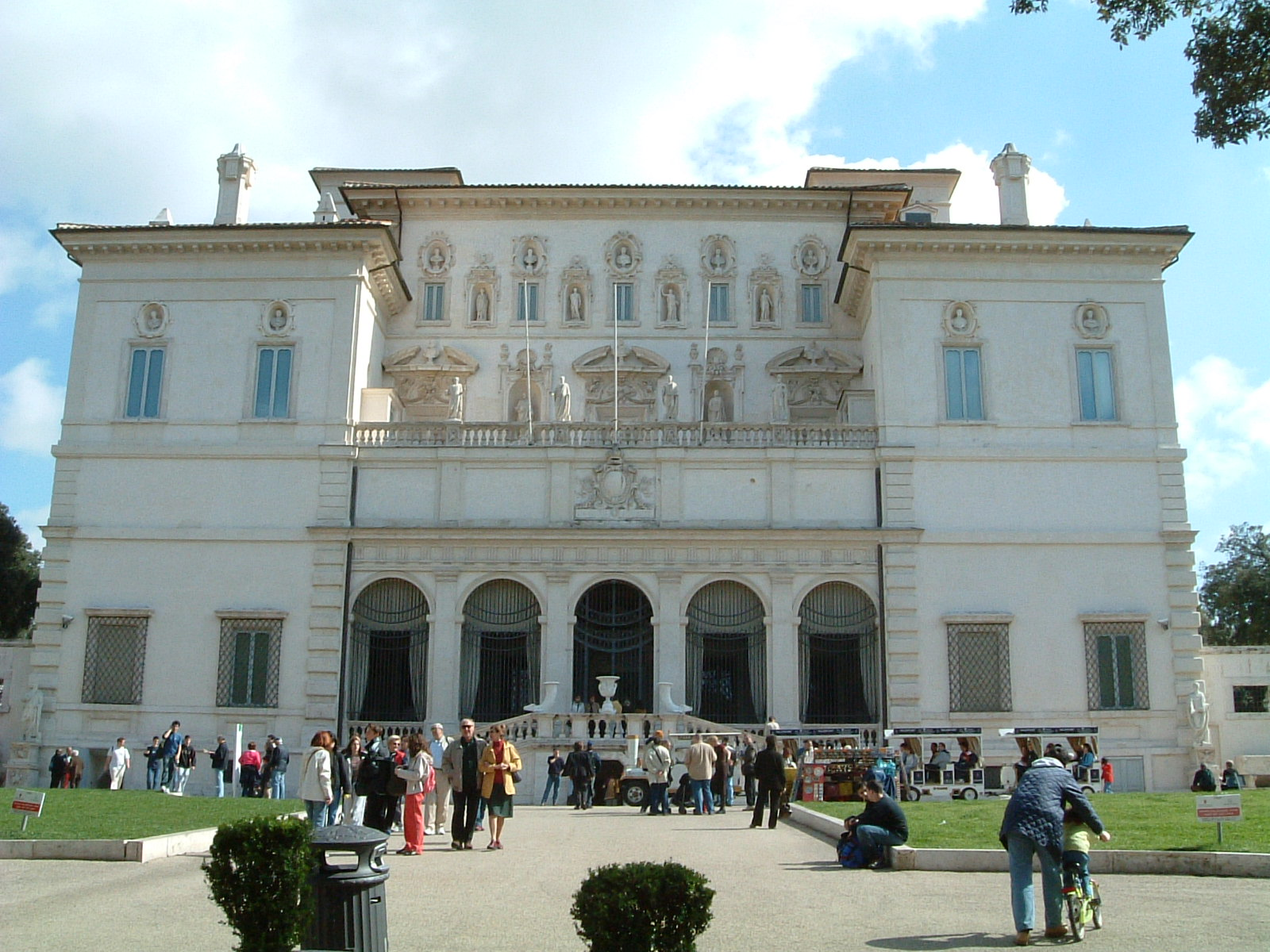
A Galleria Borghese

Számos múzeum található a parkban vagy annak közelében:
- A Galleria Borghese
- A Kanonikai Múzeum
- A Carlo Bilotti Múzeum
- A Galleria Nazionale d'Arte Moderna
- A Villa Giulia Nemzeti Etruszk Múzeum
- A Városi Állattani Múzeum

Ezenkívül a parkban található a Casa del cinema, a Casina di Raffaello és a Gigi Proietti Globe Színház]].

## Egyéb érdekességek

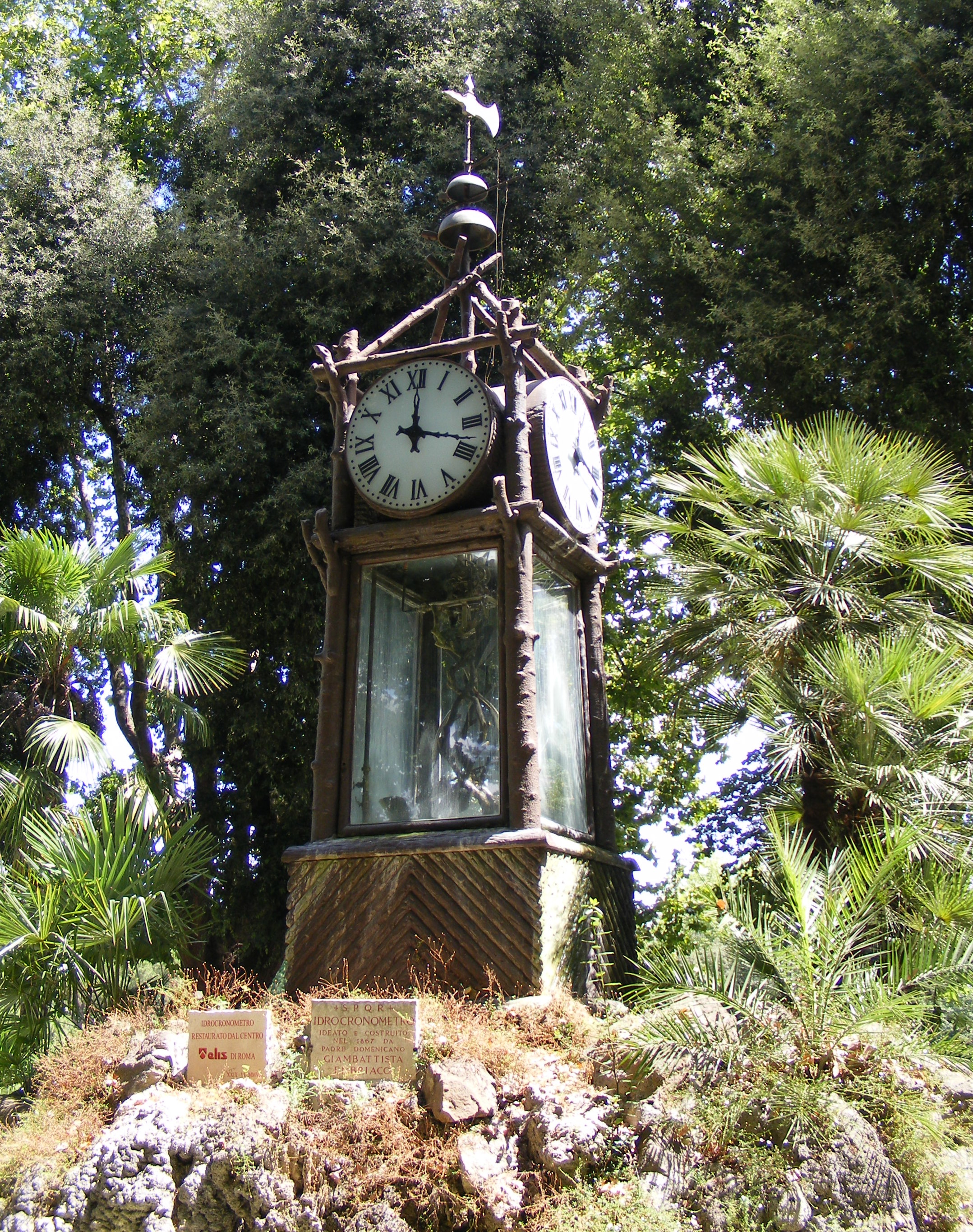
Embriaco hidrokronométere

- A kertben található a 2003-ban épült Shakespeare-féle Globe Színház másolata.
- Az 1911-es világkiállítás villái mellett található az állatkert, amelyet nemrégiben alakítottak át minimális ketrechasználattal, Bioparco néven, valamint az Állattani Múzeum (Museo di Zoologia). A közelben található a Casina di Raffaello játszószoba, ahol kézműves foglalkozások és olvasótermek, valamint egy tér található, ahol a gyerekek királyi ruhákba öltözhetnek.
- 1873-ban Gian Battista Embriaco dominikánus szerzetes[8] feltaláló és a Szent Tamás Római Kollégium professzora 1867-es tervei alapján hidrokronométert építettek a kertben, a Kollégiumban található modell mintájára. Egy másik változat a Pincio-domb kertjében áll. Embriaco találmányának két prototípusát mutatta be az 1867-es párizsi világkiállításon, ahol díjakat nyert és nagy elismerést aratott.

## Flóra
A Villa Borghese főbb fái:
| Növény közönséges neve        | Tudományos név               |
| ----------------------------- | ---------------------------- |
| Amerikai mocsárciprus         | Taxodium distichum           |
| Európai vörösfenyő            | Larix decidua                |
| Mandulafenyő vagy fenyőmag    | Pinus pinea                  |
| Simafenyő                     | Pinus strobus                |
| Európai ciprus                | Cupressus sempervirens       |
| Atlaszcédrus (Atlasz hegység) | Cedrus atlantica             |
| Himalájai cédrus              | Cedrus deodara               |
| Libanoni cédrus               | Cedrus libani                |
| Közönséges jegenyefenyő       | Abies alba                   |
| Közönséges lucfenyő           | Picea abies                  |
| Magyaltölgy                   | Quercus ilex                 |
| Paratölgy                     | Quercus suber                |
| Csertölgy                     | Quercus cerris               |
| Vörös tölgy                   | Quercus rubra                |
| Kocsányos tölgy               | Quercus robur                |
| Szibériai szil                | Ulmus pumila                 |
| Hegyi szil                    | Ulmus campestris vagy        |
| Mezei szil                    | Ulmus minor                  |
| Déli ostorfa                  | Celtis australis             |
| Ciprusnyár                    | Populus nigra italic variety |
| Fekete nyár                   | Populus nigra                |
| Tövises lepényfa              | Gleditsia triacanthos        |
| Kislevelű hárs                | Tilia cordata                |
| Fekete dió                    | Juglans nigra                |
| Mirigyes bálványfa            | Ailanthus glandulosa         |
| Kőrislevelű juhar             | Acer negundo'                |
| Mezei juhar                   | Acer campestris              |
| Közönséges vadgesztenye       | Aesculus hippocastanum       |
| Fehér akác                    | Robinia pseudoacacia         |
| Közönséges júdásfa            | Cercis siliquastrum          |
| Miatyánkcserje                | Melia azedarach              |
| Császárfa                     | Paulownia tomentosa          |
| Bugás csörgőfa                | Koelreuteria panicula        |

A Villa Borghese lágyszárú növényei:
| Növény közönséges neve   | Tudományos név             |
| ------------------------ | -------------------------- |
| Százszorszép (növényfaj) | Bellis perennis            |
| Salátaboglárka           | Ranunculus ficaria)        |
| Kökörcsin                | Anemone stellata hortensis |
| Körömvirág               | Mezei körömvirág           |
| Aszfodélosz              | Asphodelus albus           |
| Romulea                  | Romulea bubocondium        |
| Vadjácint                | Bellevalia ciliata         |
| Sárma                    | Ornithogallum umbellatum   |
| Medvehagyma              | Allium neapolitanum        |
| Foltos bürök             | Conium maculatum           |
| Orchidea                 | Ophyx apifera              |
| Itáliai kontyvirág       | Arum italicum              |
| Ciklámen                 | Ciklamen neapolitanum      |
| Nagy meténg              | Vinca major                |
| Tövises kapri            | Capparis spinosa           |
| Édesgyökerű páfrány      | Polipodium vulgaris        |
| Páfrányok                | Anogramma leptophylla      |

## Fauna
A villában található madárvilág :
| Állat közönséges neve | Tudományos név                 |
| --------------------- | ------------------------------ |
| Fekete rigó           | Turdus merula                  |
| Dolmányos varjú       | Corvus cornix                  |
| Csóka                 | Coloeus monedula               |
| Seregély              | Sturnus vulgaris               |
| Házi veréb            | Passer domesticus, Parus major |
| Vörösbegy             | Erithacus rubecula             |
| Erdei pinty           | Fringilla coelebs              |
| Ökörszem              | Troglodyták troglodyták        |
| Tengelic              | Carduelis carduelis            |
| Nagy fakopáncs        | Dendrocopos major              |
| Vándorsólyom          | Falco peregrinus               |
| Vörös vércse          | Falco tinnunculus              |
| Kuvik                 | Athene noctua                  |
| Macskabagoly          | Strix aluco                    |

Madárvilág a kis mesterséges tóban:
| Állat közönséges neve | Tudományos név                |
| --------------------- | ----------------------------- |
| Lúdalakúak            | Anseriformes                  |
| Házi kacsa            | Anas platyrhynchos domesticus |
| Dankasirály           | Larus ridibundus              |
| Sztyeppi sirály       | Larus cachinnans              |
| Kendermagos réce      | Anas strepera                 |
| Tőkés réce            | Anas platyrhynchos            |
| Nagy kárókatona       | Phalacrocorax carbo           |
| Szürke gém            | Ardea cinerea                 |
| Vízityúk              | Gallinula chloropus           |

Ichtiofauna :
| Állat közönséges neve  | Tudományos név        |
| ---------------------- | --------------------- |
| Pisztrángsügér         | Micropterus salmoides |
| Naphal                 | Lepomis gibbosus      |
| Ponty                  | Cyprinus carpio       |
| Szúnyogirtó fogasponty | Gambusia affinis      |

Emlősök :
| Állat közönséges neve | Tudományos név      |
| --------------------- | ------------------- |
| Európai mókus         | Sciurus vulgaris    |
| Házi patkány          | Rattus rattus       |
| Erdei egér            | Apodemus sylvaticus |
| Európai sün           | Erinaceus europaeus |

Hüllők:
| Fali gyík               | Podarcis muralis        |                         |                   |
| Vidéki gyík             | Podarcis sicula         |                         |                   |
| Fali gekkó              | Tarentola mauritánica   |                         |                   |
| Szárazföldi teknősfélék | Amerikai mocsári teknős | Közönséges ékszerteknős | Trachemys scripta |
| Mocsári teknős          | Emys körgyűrűs          |                         |                   |
| Sárgászöld haragossikló | Hierophis viridiflavus  |                         |                   |
| Erdei sikló             | Elaphe longissima       |                         |                   |

Végül a xilofág rovarok közül érdemes megemlíteni a Nagy hőscincért (Cerambyx cerdo), amely késő tavasszal, naplemente felé látható a fatörzseken.

## A populáris kultúrában
- A villa kertjei Ottorino Respighi egyik szimfonikus költeményében, a Róma fenyőiben szerepelnek
- A kertek Nathaniel Hawthorne: A márványfaun című regényének 8–11. fejezeteinek helyszínei
- A villa kertjei Muriel Spark:: A vezetőülés című regényéből forgatott filmjében is szerepelnek
- A Villára Phil Collins 1996-os Lorenzo című dalában utal
- A kertek szerepelnek a „Roma Avanti" pályán a Mario Kart Tour és a Mario Kart 8 Deluxe videójátékokban.
- A Villát Fjodor Dosztojevszkij 1864-es Feljegyzések az egérlyukból című regényében említi.

## Galéria
- Alpini-emlékmű
- Galleria Nazionale d'Arte Moderna
- A Gigi Proietti Globe Színház, Silvano Toti
- Goethe-emlékmű
- Kilátás a parkra
- Ősz a Parco dei Daini teraszán
- A Villa Borghese télen
- Diana temploma
- A Padiglione dell'Uccelliera 1984-ben
- Róma látképe a Villából

## Közlekedési kapcsolatok
- Flaminio és Spagna metróállomások

- A villamos Flaminio végállomásáról közelíthető meg.
- A Valle Giulia végállomásról, valamint a villamos Galleria Arte Moderna, Aldrovandi és Bioparco megállóiból érhető el.
- Villa Giulia Museo Etrusco – Bioparco – Galleria Nazionale d'Arte Moderna – Aldrovandi villamosmegállók
- Flaminio vasútállomás

## Fordítás
- Ez a szócikk részben vagy egészben  a   Villa Borghese gardens című angol Wikipédia-szócikk fordításán alapul.  Az eredeti cikk szerkesztőit annak laptörténete sorolja fel. Ez a jelzés csupán a megfogalmazás eredetét és a szerzői jogokat jelzi, nem szolgál a cikkben szereplő információk forrásmegjelöléseként.